# هشام التيازي
هشام التيازي (مواليد 22 أغسطس 1975 في مراكش) المغرب، هو حكم كرة قدم مغربي، حكم دولي منذ سنة 2010.